# 養老 (市原市)
養老（ようろう）は、千葉県市原市の加茂地区にある大字。郵便番号は290-0557。

## 概要
市原市南部にある。

## 地理
養老川を堰き止めた高滝ダムは当地にあり、ダム湖である高滝湖が地域の中央に存在する。加茂公民館や高滝郵便局のある中心集落は、高滝湖に突き出た半島状の地形（東側が高滝地区）の上にある。
北は久保、東は高滝、南は本郷、西は山口と接している。

## 歴史

### 沿革
近世には上総国市原郡に属する小佐貫村・北崎村であった。
1875年（明治8年）11月、小佐貫村・北崎村が合併して養老村が発足した。
1889年（明治22年）の町村制施行に際し、高滝村・養老村・本郷村・大和田村・久保村・外部田村・駒込村・山口村・不入村が合併して新たに編成された高滝村の一部となった。
高滝ダムは養老川の治水と上水道・農業用水取水のために設けられた千葉県営の多目的ダムで、1958年にダム候補地の選定が行われ、1990年に完成した。

#### 年表
- 1889年（明治22年） - 町村制実施により高滝村・養老村などが合併、養老は高滝村の大字となる。
- 1954年（昭和29年） - 高滝村・富山村・里見村・白鳥村が合併し、加茂村の一部となる。
- 1967年（昭和42年） - 加茂村が併合されたことにより、市原市の一部となる。

## 世帯数・人口
2022年4月1日現在の世帯数と人口は以下の通りである。
| 町丁字 | 世帯数  | 人口  |
| ------ | ------- | ----- |
| 養老   | 130世帯 | 244人 |

## 通学区域
市立小学校・市立中学校と県立高等学校の通学区域は以下の通りである。
| 町丁字 | 範囲 | 小学校             | 中学校             | 高等学校 |
| ------ | ---- | ------------------ | ------------------ | -------- |
| 養老   | 全域 | 市原市立加茂小学校 | 市原市立加茂中学校 | 第9学区  |

## 施設
- 高滝ダム管理事務所
- 高滝ダム記念館
- 加茂公民館
- 加茂診療所
- 高滝幼稚園
- 高滝郵便局

## 交通

### 鉄道

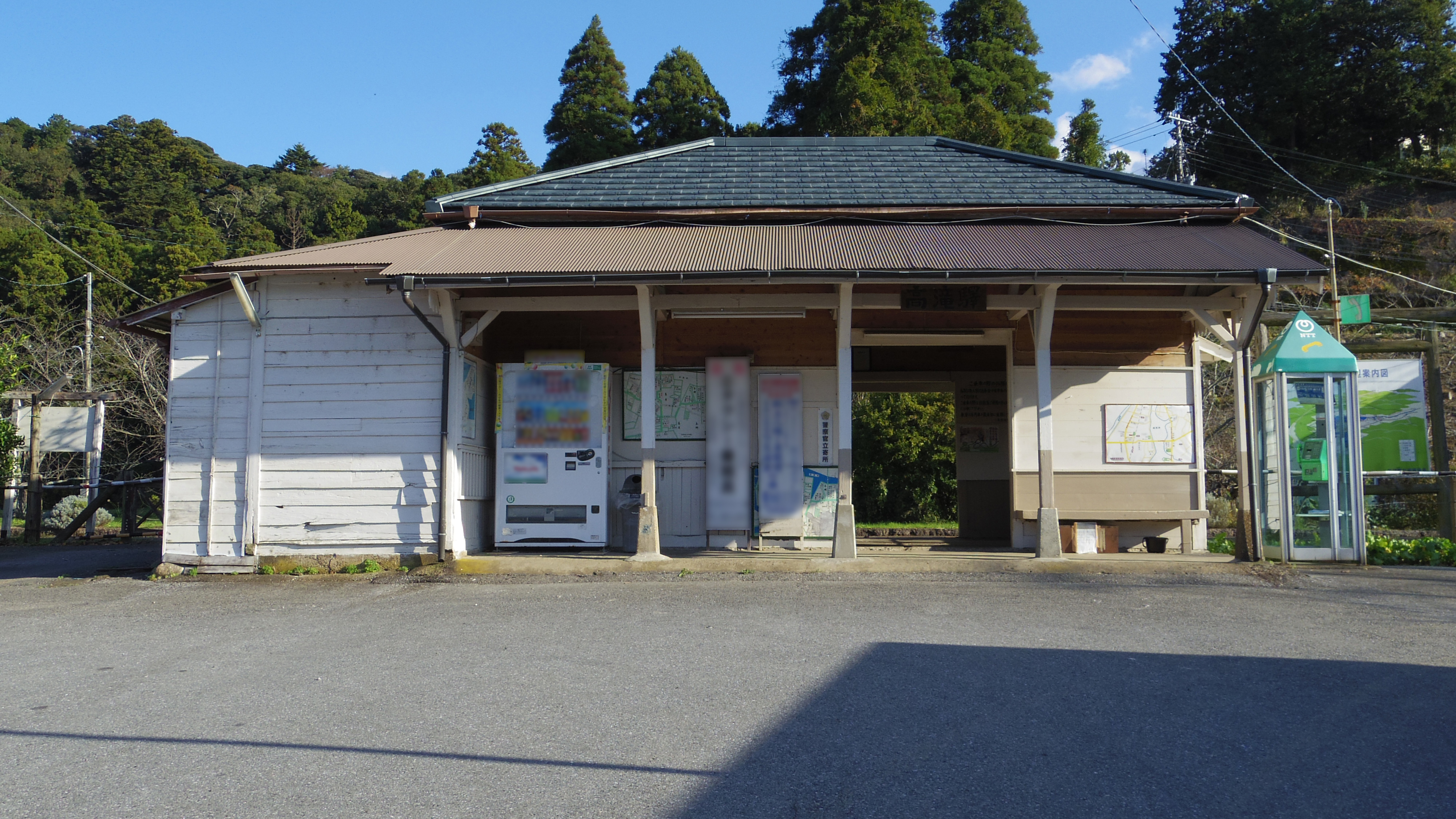
高滝駅

小湊鉄道小湊鉄道線が通過する。地域の中心集落の中に高滝駅が所在しており、駅出口も養老地区側にのみ開かれているが、駅施設は住所の上では高滝に属する。

### 道路
- 千葉県道81号市原天津小湊線
- 千葉県道168号鶴舞馬来田停車場線
- 千葉県道173号南総月出線